# Fort Worth and Denver Railway
Le Fort Worth and Denver Railway (sigle AAR: FWD), surnommé « the Denver Road », était un chemin de fer américain de classe I qui opérait dans le nord du Texas de 1881 à 1982. Il eut une forte influence sur le peuplement et le développement économique de la région.
Il fut d'abord créé sous le nom de Fort Worth and Denver City Railway Company (FW&DC) le 26 mai 1873 au Texas. La compagnie changea plus tard son nom en Fort Worth and Denver Railway Company (FW&D) le 7 août 1951.
Sa ligne principale reliait Fort Worth, Wichita Falls, Childress, Amarillo, Dalhart et Texline, où elle se connectait avec la ligne de sa maison mère, le Colorado and Southern Railway; ce dernier devint à son tour une filiale du Burlington (CB&Q).

## La construction
Le Fort Worth and Denver City Railway Company (FW&DC) fut créée le 26 mai 1873, mais le krach de 1873 retarda la construction de la ligne. Grenville M. Dodge, ingénieur en chef à l'Union Pacific Railroad qui joua un rôle important dans la construction de la première transcontinentale, s'intéressa au projet, et permit de lancer la construction de la voie en 1881. Dans la même année, le Fort Worth and Denver City et le Denver and New Orleans Railroad (compagnie créée dans le Colorado) se mirent d'accord pour connecter leurs deux réseaux à la frontière du Texas et du Nouveau-Mexique. La construction débuta à partir de Hodge Junction au nord de Fort Worth le 27 novembre 1881. Wichita Falls situé à 180 km de là, fut atteint en septembre 1882. La ligne relia Harrold en 1885, Chillicothe (Childress) en 1886, Clarenton et Amarillo en 1887, et Texline sur la frontière du Nouveau-Mexique en 1888. Le FW&DC entra dans le Nouveau-Mexique et se connecta au Denver and New Orleans Railroad à Union Park (situé actuellement près de Folsom) le 14 mars 1888, après avoir posé 850 km de voies depuis Fort Worth. Le trafic entre Fort Worth et Denver débuta le 1er avril 1888. Le FW&DC ne reçut aucune subvention du Texas, mise à part le droit d'occuper 875 km2 pour ses voies . En 1895, Dodge devint président de la compagnie. Il avait par ailleurs, de nombreux intérêts financiers dans d'autres chemins de fer.

## L'expansion
En 1899, le FW&DC fut acquis par le Colorado and Southern Railway (C&S), successeur du Denver and New Orleans. En 1908, le C&S fut acheté par le Chicago, Burlington and Quincy Railroad (CB&Q); cependant ces 3 compagnies continuèrent leurs activités en toute indépendance. En fait, cette séparation était due à une loi du Texas qui imposait que tout chemin de fer en activité sur son sol devait avoir son quartier général au Texas.
Le FW&DC fut le premier chemin de fer à pénétrer dans le Nord-Ouest du Texas, ce qui permit le développement de villes comme Wichita Falls, Childress et Amarillo. De plus le chemin de fer favorisait le peuplement des zones rurales environnantes, en offrant des graines, des arbres et des jeunes plants aux fermiers et aux propriétaires de ranchs, afin de promouvoir la culture du coton et de blé, mais aussi pour limiter l'érosion des sols.
Le Fort Worth and Denver City loua les trois chemins de fer suivants : 
- le Fort Worth and Denver South Plains (long de 332 km et achevé en 1928) reliant Estelline à Plainview et Lubbock ;
- le Fort Worth and Denver Northern (long de 180 km et achevé en 1932) reliant Childress à Pampa ;
- le Fort Worth and Denver Terminal permettant l'accès à la gare terminus de Fort Worth[1].

Plusieurs lignes secondaires exploitées par le Wichita Valley Railway Company (une autre filiale du Colorado and Southern) furent reliées au FW&DC à Wichita Falls ; cela incluait les lignes vers Abilene et Waurika, Oklahoma. Le Wichita Valley et ses filiales finirent par fusionner dans le Fort Worth and Denver Railway en 1952.
En 1925, le FW&DC prolongea son réseau entre Fort Worth et Dallas, grâce à l'acquisition de droits de passage sur le Chicago, Rock Island and Pacific Railroad. À Dallas, le FW&DC se connectait avec le Burlington-Rock Island Railroad (BRI) permettant de relier Houston.
De 1900 à 1940, le FW&DC construisit des lignes secondaires sur son territoire, de sorte qu'en 1940, ce réseau (contrôlé par le Burlington) exploitait 1 659 km de voies principales dans le Texas en plus de celles du Burlington-Rock Island Railroad.

## Apogée et déclin
Le train de voyageurs le plus illustre fut le streamliner Texas Zephyr, qui circulait entre Dallas et Denver de 1940 à 1967. Le FW&DC atteignit son pic en 1944, durant le boom économique induit par la Seconde Guerre mondiale ; la Texas Railroad Commission rapporta que le FW&DC gagna 12 millions de dollars avec le fret, 5,8 millions avec les voyageurs et 1,5 million avec d'autres activités. La compagnie changea son nom le 7 août 1951 pour devenir le Fort Worth and Denver Railway (FW&D). Cependant, face à la concurrence du trafic autoroutier et aérien, le FW&D, malgré ses 20 locomotives et ses 1 520 wagons de marchandises connu une perte de 1,7 million de dollars en 1972.

## Les successeurs
En 1970, le Chicago, Burlington and Quincy Railroad, le Great Northern Railway et le Northern Pacific Railroad fusionnèrent pour donner naissance au Burlington Northern Railroad (BN). Cependant leurs filiales du colorado et du Texas conservèrent leurs indépendances légales, jusqu'à ce que le BN eût fusionné le Colorado and Southern Railway (maison mère du FW&D) le 31 décembre 1981. Le FW&D cessa d'exister le 31 décembre 1982 lorsqu'il fusionna dans le BN
L'ancienne ligne principale du FW&D, utilisée à l'origine pour le charbon et le transport intermodal entre Fort Worth et l'ouest des États-Unis, est actuellement très empruntée par le BNSF qui succéda au BN en 1996. De plus, l'Union Pacific Railroad a des droits de passage sur cette ligne entre Fort Worth et Dalhart.
Le service des voyageurs fut totalement arrêté par le FW&D en 1967, bien avant l'apparition de l'Amtrak en 1971.

## De la voie ferrée à la piste cyclable
En 1989, le BN abandonna l'ancienne portion du FW&D d'une longueur de 103 km et située entre Estelline et South Plains. En 1993, le Texas Parks and Wildlife Department en profita pour l'acquérir et créer une piste cyclable et de randonnée baptisée Caprock Canyons State Park and Trailway.
Le Saints's Roost Museum de Clarenton abrite un dépôt restauré du FW&D.